# 慕容渊 (后燕)
慕容渊（？—402年），昌黎棘城（今辽宁省义县西北）人，后燕宗室，慕容宝的兒子。
399年十二月廿四，慕容盛封他的弟弟慕容渊为章武公，慕容虔为博陵公，封他的儿子慕容定为辽西公。慕容宝的弟弟慕容熙在慕容宝的儿子慕容盛死后即位，402年正月十八日，慕容熙任命章武公慕容渊为尚书令，博陵公慕容虔为尚书左仆射，尚书王腾为右仆射。苻训英受到慕容熙宠爱，丁太后因此怨恨愤怒，跟自己的侄儿尚书丁信谋划废黜慕容熙，改立章武公慕容渊为帝。事情被发觉，慕容熙逼迫丁太后自杀，追谥她为献幽皇后。十一月初三，斩了慕容渊和丁信。